# Столкновение двух Ан-2 над Вологдой
Столкновение двух Ан-2 над Вологдой — авиационная катастрофа произошедшая 4 января 1968 года в окрестностях Вологды из-за столкновение в воздухе двух Ан-2ТП предприятия Аэрофлот, в результате чего погибли 16 человек.

## Самолёты
Ан-2ТП с бортовым номером 09667 (заводской — 1G76-01) был выпущен 26 сентября 1966 года и на момент катастрофы имел 1621 час налёта и 2176 посадок. Пилотировал его экипаж, состоящий из командира (КВС) Ф. А. Фефилова и второго пилота А. Б. Кюна.
Ан-2ТП с бортовым номером 96226 (заводской — 1G72-10) был выпущен 11 июня 1966 года и на момент катастрофы имел 1794 часа налёта и 2327 посадок. Пилотировал его экипаж, состоящий из командира (КВС) Н. Н. Скороходова и второго пилота В. А. Павлова.
Оба самолёта относились к Вологодскому авиаотряду (71-й лётный отряд) Северного управления гражданской авиации и были оборудованы лыжным шасси.

## Катастрофа
В тот день с утра шёл сильный снегопад, поэтому все полёты Вологодского авиаотряда в восточном направлении отменили. Вскоре погода улучшилась, в связи с чем руководитель полётов в 08:20 МСК принял решение возобновить рейсы на местных воздушных линиях в западном и северо-западном направлениях. Небо над Вологдой в это время было сплошь затянуто дождевыми облаками высотой 100—200 метров, в которых наблюдалось обледенение, дул умеренный юго-восточный ветер, стояла дымка, шёл снег, а видимость составляла 1000—2000 метров. После 12 часов ожидалось улучшение погоды.
Когда было принято решение о начале полётов, экипаж Скороходова (борт 96226) выполнил грузовой рейс из Вологды в Устье-Кубинское и обратно. Далее в 11:04 он вылетел из Вологодского аэропорта и вновь взял курс в Устье-Кубинское, выполняя грузовой рейс по перевозке 7 бочек с солёной сельдью общим весом 1020 килограмм.
В это время экипаж Фефилова (борт 09667) уже выполнил пассажирский рейс из Вологды в Бережное и теперь выполнял обратный рейс, в Вологду. На борту авиалайнера находились 12 пассажиров. В 11:04 Фефилов доложил о пролёте Усть-Кубинского.
На участке от Устья-Кубинского до Вологды полёт должен был проходить по маршруту через Вологда — Оларево — Устье-Кубинское. Однако Фефилов решил спрямить маршрут и намеренно отклонился от установленной трассы. Но Скороходов также спрямил маршрут и тоже отклонился от трассы. В результате теперь оба самолёта летели на высоте 200—210 метров навстречу друг другу.
Когда Скороходов услышал доклад Фефилова о пролёте Устья-Кубинского, он передал: «на встречных иду, 09667…», на что диспетчер СДП (старта) Косотухин ответил: «да, да, в Устье-Кубинское он идет», а следом: «видимость отличная, погода хорошая». Далее Скороходов сообщил диспетчеру о занятии высоты 200 метров и запросил разрешения работать с МДП, на что Косотухин это разрешение дал. Но вместо связи с МДП Скороходов начал вызывать сразу Устье-Кубинское. А Фефилов продолжал по-прежнему держать связь с СДП, запрашивая погоду на востоке. Оба экипажа летели на встречных курсах на одной высоте и работали на разных частотах (126 и 128 МГц), когда попали в снежный заряд, при этом видимость упала до 1000 метров.
В 11:14 в 23 километрах северо-северо-восточнее Вологды в снегопаде на высоте 200—210 метров самолёты врезались друг в друга с суммарной скоростью 347 км/ч (борт 09667 — 174 км/ч, борт 96226 — 173 км/ч). Ан-2 экипажа Фефилова правой полукоробкой ударился о хвостовое оперение встречного Ан-2 экипажа Скороходова. Оба самолёта потеряли управление и под крутыми углами более 40° врезались в болото в 220 метрах друг от друга. От удара фюзеляжи с двигателями зарылись на глубину до 4 метров, а общий разброс обломков составил 200 на 300 метров. Все 16 человек на обоих самолётах погибли.

## Причины
Выводы: основной причиной столкновения в полёте является неудовлетворительная организация и обеспечение полетов на МВЛ Вологда — Усть-Кубинское.
Происшествию способствовали: 
1. преждевременное и неправильное решение диспетчера Косотухина М. К. о прекращении связи со Скороходовым и халатное руководство полётами этих самолётов;
2. попадание самолётов в зону снегопада с ухудшением видимости до 1000 метров;
3. спрямление экипажами самолётов установленного маршрута и непринятие своевременного решения об обходе района с ухудшенной видимостью.

— 